# Francesco Costantino
Francesco Costantino (ur. 20 września 1972) – włoski zapaśnik w stylu klasycznym. Olimpijczyk z Atlanty 1996, gdzie zajął dziewiąte miejsce w kategorii 48 kg.
Ósme miejsce w mistrzostwach świata w 1994. Brązowy medal w mistrzostwach Europy w 1996. Srebro na igrzyskach śródziemnomorskich w 1993 i 1997. Brąz na mistrzostwach świata juniorów w 1990 roku.